# Lochovický topol
Lochovický topol na Berounsku ve Středočeském kraji patřil k našim největším topolům černým (Populus nigra). Kmen dosahoval obvodu 1571 cm. Strom padl za bouře kombinované s vichřicí dne 2. července 1905, pařez topolu měl průměr 5 metrů. Pro srovnání: největší současný topol černý v Konárovicích u Kolína má obvod 780 centimetrů.